# Conrad Veidt
Hans Walter Conrad Veidt (wymowa IPA: /faɪt/, ur. 22 stycznia 1893 w Berlinie, zm. 3 kwietnia 1943 w Hollywood, Kalifornia) – niemiecki aktor.

## Życiorys
Conrad Veidt był znaną osobistością w świecie berlińskiego teatru i filmu w latach 20. XX w. Urodził się w Berlinie, gdzie uczęszczał również do Sophiegymnasium, opuścił je jednak nie robiąc matury. W 1913 rozpoczął pracę jako aktor-wolontariusz w Teatrze Niemieckim Maxa Reinhardta, gdzie grywał pomniejsze role.
W czasie I wojny światowej grał w teatrzyku frontowym na froncie wschodnim, gdzie ćwiczył się w rolach klasycznych. Jeszcze w okresie wojennym udało mu się zdobyć kilka ról filmowych, dzięki którym w 1918 r. uchodził już za gwiazdę filmową. Veidt grał u boku takich aktorów, jak Werner Krauß, Anita Berber, czy Reinhold Schünzel w filmach reżyserii Richarda Oswalda. W filmie Inaczej niż inni zagrał skrzypka homoseksualistę. W 1919 r. założył własne studio produkcyjne, dzięki czemu sam mógł wybierać dla siebie role w filmach.
Jeszcze dziś pamiętana jest jego wielka rola w filmie Gabinet doktora Caligari Roberta Wiene, gdzie z niezwykłą ekspresją zagrał on mimowolnego mordercę-somnabulika u boku Wernera Kraußa jako bohatera tytułowego. Ta rola zapewniła mu status najlepiej opłacanego niemieckiego aktora lat 20. Między 1926 a 1929 otrzymał on szansę zagrania również w czterech filmach Hollywood, między innymi w filmie Człowiek, który się śmieje Paula Leni.
W 1933 Veidt wyemigrował do Londynu, gdzie w 1938 przyjął brytyjskie obywatelstwo i rozpoczął karierę jako aktor niemieckojęzyczny. Już wcześniej, w 1931 roku zaproponowano mu rolę w Draculi, ostatecznie tytułową rolę zagrał Béla Lugosi.
Veidt był trzykrotnie żonaty. W latach 1918–1922 jego żoną była aktorka Gussy Holl, która po rozwodzie wyszła za Emila Janningsa. W latach 1923–1933 żył z aktorką Felicitas Radke, natomiast od 1933 aż do śmierci był żonaty z Austriaczką Lily Barter, która była również jego agentką. W ostatnim małżeństwie miał córkę Violę Verę Veidt.
Conrad Veidt zmarł na atak serca 3 kwietnia 1943 na polu golfowym w Riviera Country Club w Hollywood, gdzie grał w golfa ze swoim lekarzem oraz przyjacielem ze studia MGM Arthurem Fieldem.

## Filmografia
- 1919 Inaczej niż inni (Anders als die Andern )
- 1919 Die Prostitution (Prostytucja)
- 1919 Unheimliche Geschichten
- 1920 Gabinet doktora Caligari (Das Cabinet des Dr. Caligari)
- 1920 Der Reigen
- 1921 Das indische Grabmal
- 1922 Lucrezia Borgia
- 1924 Nju
- 1924 Gabinet figur woskowych (Das Wachsfigurenkabinett)
- 1924 Orlacs Hände (Ręce Orlaka)
- 1926 Der Student von Prag (Student z Pragi)
- 1928 Człowiek, który się śmieje (The Man Who Laughs),
- 1929 Ostatnie przedstawienie (The Last Performance)
- 1931 Kongres tańczy (Der Kongreß tanzt)
- 1933 Wilhelm Tell
- 1934 Jew Süss (Żyd Suss)
- 1940 Złodziej z Bagdadu (The thief of Bagdad)
- 1942 Casablanca